# Alexander Christovão
Alexandre Domingos Cristóvão M'Futila, beter bekend als Alexander Christovao, (Landana, 14 maart 1993) is een Nederlands-Angolees profvoetballer die bij voorkeur speelt als aanvaller.

## Clubcarrière

### FC Groningen
Christovão begon met voetballen bij VV Roden en speelde daarna voor VV Helpman. Vervolgens speelde hij enkele jaren in de jeugdopleiding van FC Groningen totdat hij in 2010 vertrok naar Be Quick 1887. Bij Be Quick 1887 speelde hij veelvuldig in het eerste en scoorde hij regelmatig in de Hoofdklasse. In 2012 werd hij daarom teruggehaald door Groningen.
Christovão maakte zijn debuut voor FC Groningen op 20 april 2013 in de thuiswedstrijd tegen ADO Den Haag. Hij zou dat seizoen in totaal tot 3 competitiewedstrijden komen en 2 wedstrijden in de play-offs.

### SC Cambuur
Op 3 juni 2013 werd bekend dat Christovão een contract voor een jaar bij SC Cambuur heeft getekend. Hij kwam transfervrij over van FC Groningen. Bij Cambuur werd zijn contract niet verlengd waarna hij dus transfervrij was per 01 juli 2014.

### Recreativo Libolo en Porcelana
Christovão vervolgde zijn loopbaan in zijn geboorteland Angola bij Recreativo do Libolo. Met die club won hij in 2015 de Girabola. In 2016 speelde hij kort voor Porcelana FC Cazengo. 

### Javor Ivanjica
In de zomer van 2016 tekende hij een driejarig contract bij de Servische club FK Javor Ivanjica die uitkwam in de Superliga. In dienst van Javor Ivanjica kwam hij tot twee doelpunten in negentien wedstrijden. 

### Zagłębie Sosnowiec
In juli 2017 ging Christovão naar het Poolse Zagłębie Sosnowiec dat uitkomt in de II liga. Daar werd hij in december 2018 op de transferlijst gezet na een rode kaart tegen Pogoń Szczecin. Hij werd voor tien wedstrijden geschorst en kreeg een geldboete, terwijl hij zelf van mening was dat hij geen bewuste overtreding maakte. Volgens Christovão was dit een manier om van hem af te komen. Ook liet hij zich uit over racisme in Polen en binnen de club.

### Dinamo Boekarest
Zijn sportieve prestaties in Polen bleven ondanks het incident niet onopgemerkt. De Roemeense topclub Dinamo Boekarest ging met Christovão in zee. Het seizoen eindigde echter in mineur voor Christovão, want Dinamo Boekarest eindigde in het seizoen 2018-19 op de negende plaats. 

### Al-Mujazzal en Keşlə
Medio 2019 vertrok Christovão naar Al-Mujazzal dat uitkomt op het tweede niveau in Saoedi-Arabië. Vervolgens kwam Christovão in het seizoen 2020-21 uit voor Keşlə FK in Azerbeidzjan. Met die club won hij de Azerbeidzjaanse voetbalbeker en plaatste hij zich op een haar naar voor de UEFA Europa League. Sinds 1 juli 2021 is Christovão transfervrij.  

## Interlandcarrière
Christovão debuteerde in 2014 in het Angolees voetbalelftal.

## Erelijst
Recreativo Libolo
- Girabola: 2015

Keşlə FK
- Azerbeidzjaanse voetbalbeker: 2021

## Persoonlijk
In 2008 werd de geboren Angolees bedreigd met uitzetting toen hij geen definitieve verblijfsvergunning kreeg van de IND omdat hij tien dagen buiten het generaal pardon viel.